# Романистан

Флаг цыганского народа, национальный символ цыган

Романистан, Ромастан или Романыстан (цыг. Romanistan) — предполагаемая страна для цыган.

## История
В 1925 году в СССР цыганскими активистами был поднят вопрос создания цыганской автономии. Руководство Всероссийского союза цыган неоднократно ставило вопрос создания цыганского национального района, который должен развиться до цыганской автономной республики. В рамках обсуждении проекта Конституции 1936 года поднимался вопрос создания цыганской национальной советской республики. Идея создания цыганской территориальной автономии в те годы получила некоторую поддержку кочующих цыган. В 1936 году совещание Советом Национальностей ЦИК СССР было принято решение начать подготовительную работу в направлении создания цыганской автономии. Было издано соответствующее Постановление Президиума ВЦИК. Проводились комплексное обследование мест возможного национального образования в Западно-Сибирском крае, а также ряд других подготовительных работ. Рассматривалось несколько территорий в регионах Поволжья, Урала и Сибири. Организованный в Куйбышевском крае цыганский колхоз «Нэви бахт» («Новое счастье») предполагался как база для цыганского района. Смена курса советской национальной политики в 1937 году и отказ от районирования по национальному признаку отменили планы по созданию цыганской автономии.
В начале 1950-х годов лидеры цыган обратились в ООН с ходатайством о создании собственного государства, но их ходатайство было отклонено. Сообщается, что создание такого государства также было предложено лидерами цыганской партии в Северной Македонии, известной как Партия за полную эмансипацию цыган Македонии, в начале 1990-х годов в Шуто-Оризари.
Учитывая происхождение цыган с территории средневековой Индии, предполагалось также, что Романистан может располагаться в пределах границ Индии.
В условиях постсоветской России в рамках новых политических реалий идея цыганской автономии получила другое, не территориальное измерение: в 1999 году была создана общественная организация Федеральная национально-культурная автономия российских цыган с целью сохранении цыганской культуры и оказании поддержки цыганам в их интеграции в российское общество. Образование не даëт цыганам права на собственную автономную территорию, но закрепляет за ними права малого народа.